# ナガレカマツカ
ナガレカマツカ (ながれかまつか　流鎌柄 P. esocinus) はカマツカ亜科に属する淡水魚の一種である。2019年にカマツカから分離され記載された。タイプ標本は奈良県の青蓮寺川で採集された個体である。

## 名称
以前は「カマツカ グループB」と呼ばれていた。和名の「ながれ」は日本産カマツカ亜科のなかで唯一、上流域の流れが速いところを好んで生息するからである。種小名の「agathonectris」は、ギリシャ語で「泳ぎが上手な」という意味。

## 分布
本州の静岡県、愛知県、岐阜県、三重県、和歌山県、奈良県、滋賀県、京都府、大阪府、兵庫県、岡山県、広島県、山口県の河川中上流域の瀬・淵がある水域。

## 形態
全長は最大15 cm程度でカマツカより小さい。胸鰭の形状がカマツカと異なり、棘状軟条の先端が第6軟条に達しないこと、前縁が後方に強く湾曲することが特徴である。また、胸鰭軟条数は10～14で最頻値13である。口ひげは頭長の15.3～36.9%の長さであり、その先端は眼の前縁に接する垂線を越える。長い口唇をもち、長さは、頭長の 33.2～45.3%である。肛門～臀鰭起点間距離が短く、標準体長の 16.5～21.4%程の長さ。その間に鱗があり、枚数は11～14枚で最頻値は12枚。前者が体側および背側に明瞭な暗色斑と不明瞭な小黒点をもつ。体色もカマツカと異なり黄色味が強い。

## 生態
流水環境を好む。産卵期は4～7月。底生動物を好んで食べる雑食性。

## 利用
塩焼き、から揚げ、天ぷらで食される。